# Centennial Exhibition
Centennial International Exhibition var den første officielle verdensudstilling i USA. Den blev afholdt i Philadelphia, i 1876, for at fejre 100-års jubilæet for USA's uafhængighedserklæring, der blev underskrevet i byen. Udstillingens officielle navn var International Exhibition of Arts, Manufactures and Products of the Soil and Mine, og blev afholdt i Fairmount Park. Udstillingsområdet blev designet af Hermann Schwarzmann. Godt 10 millioner mennesker besøgte udstillingen, hvilket svarer til 20% af USA's daværende befolkning.

## Planlægning
I december 1866 foreslog John L. Cambell, en amerikansk professor i matematik, naturfilosofi og astronomi, at USAs første århundrede (centennial), skulle fejres med en stor udstilling i Philadelphia. Idéen havde modstandere, der var bekymrede om hvorvidt, der kunne findes penge til projektet, om andre lande var interesserede i at udstille, og hvis de var, hvorvidt de amerikanske udstillere så kunne tiltrække gæster. På trods af modstanden gled planen fremad.
Franklin Institute blev en tidlig støtte af projektet og ansøgte byrådet i Philadelphia om lov til at bruge Fairmount Park. Januar 1870 vedtog byrådet at holde Centennial Exhebition i 1876. Byrådet og Pennsylvanias parlament dannede en komite, der skulle undersøge projektet og søge støtte hos USAs Kongres. 3. marts 1872 nedsatte kongressen en kommission med Joseph R. Hawley som leder. 1. juni 1872 nedsatte kongressen et finansråd, der skulle hjælpe med at samle penge ind til udstillingen. I 1873 fik kommissionen 1,8 kvadratkilometer i den vestlige del af Fairmount park til udstillingen. For at huse de mange gæster, der ville besøge udstilligen, blev der opført midlertidige hoteller udenfor parken.

## Bygninger og Konstruktioner
Der blev bygget godt 200 bygninger på udstillingsområdet, der var indrammet af et 3 mil langt hegn. Centennial kommisionen lod arkitekterne Henry Pettit og Joseph M. Wilson designe udstillingens hovedbygning. Den blev konstrueret som en midlertidig bygning og var på det tidspunkt den største i verden, med et areal på 8,7 ha. Det tog 18 måneder at færdiggøre bygningen. Udstillinger fra USA blev placeret i midten af bygningen, og udenlandske udstilinger blev placeret rundt om, baseret på nationens afstand fra USA. Udstillingerne i hovedbygningen handlede om minedrift, metallurgi, fabrikation, uddannelse og forskning. Vest for hovedbygningen var Machinery Hall, der også var designet af Pettit og Wilson. Det var udstillingens andenstørste bygning. I Machinery Hall blev der udstillet Industrimaskiner. Den tredjestørste bygning var Agricultural Hall, designet af arkitekten James Windrim. Her blev der udstillet jordbrugsmaskiner og –varer. Horticultural Hall, der udstillede specialiteter indenfor Hortikultur, fortsatte også efter udstillingen med at udstille forskellige planter, indtil det blev ødelagt under en orkan i 1954.
Kunstudstillingerne havde til huse i Memorial Hall, der blev designet til lejligheden af Hermann Scharzmann. Den blev bygget af mursten, glas, jern og cement. Memorial Hall bliver i dag brugt af Please touch museum, der åbnede 18. Oktober 2008.
26 amerikanske stater havde deres egne bygninger, hvoraf kun Ohios bygning stadig findes. Udover USA havde 11 andre lande også deres egne bygninger på udstillingen.

## Danmarks deltagelse
Danmark deltog også i udstillingen, men med en ret beskeden stand. Det blev blandt andet noteret i Illustreret Tidende, der i sin udgave 30. april 1876 - altså inden åbningsdagen - skrev at "der skænkes i det hele Danmarks deltagelse i denne udstilling en så ringe opmærksomhed i Amerika, at det danner en påfaldende modsætning til den interesse, man for eksempel viser for Sverige og Norge." Stemningen steg dog lidt, da der i amerikanske medier kom reportager fra åbningen, hvor man på en af illustrationerne så præsident Grant passere den danske udstilling. Illustreret Tidende omtalte begivenheden og bragte billedet i sin udgave 11. juni 1876, med den journalistisk strammede overskrift "Præsident Grants besøg i Danmark."

## Udstillinger
Senere kendte mærker og produkter, der første gang blev vist for offentligheden på udstillingen inkluderer:
- Alexander Graham Bells telefon
- Remington typografiske maskine (Skrivemaskine)
- Heinz Ketchup